# Binika
Binika là một thị xã và là nơi đặt ủy ban khu vực quy hoạch (notified area committee) của quận Sonapur thuộc bang Orissa, Ấn Độ.

## Địa lý
Binika có vị trí 21°02′B 83°48′Đ / 21,03°B 83,8°Đ Nó có độ cao trung bình là 122 mét (400 foot).

## Nhân khẩu
Theo điều tra dân số năm 2001 của Ấn Độ, Binika có dân số 14.537 người. Phái nam chiếm 51% tổng số dân và phái nữ chiếm 49%. Binika có tỷ lệ 63% biết đọc biết viết, cao hơn tỷ lệ trung bình toàn quốc là 59,5%: tỷ lệ cho phái nam là 75%, và tỷ lệ cho phái nữ là 50%. Tại Binika, 13% dân số nhỏ hơn 6 tuổi.